# Ahrweiler BC
Der Ahrweiler BC ist ein 1920 gegründeter Fußballverein in Ahrweiler, einem Stadtteil von Bad Neuenahr-Ahrweiler in Rheinland-Pfalz.

## Geschichte
Gegründet wurde der Ahrweiler BC im Jahre 1920 unter dem Namen Fussballverein Ahrweiler 1920. Das erste Spiel bestritt der Verein am 14. Februar 1920. Dieses endete 6:6. Das Rückspiel ging mit 4:2 verloren. Zwischen 1920 und 1925 trug der FV Ahrweiler lediglich Freundschaftsspiele aus. Am 10. März 1925 folgte die Umbenennung in Ahrweiler Ballspiel Club. Am 2. August 1925 erfolgte die Eröffnung des Fußballstadions in Ahrweiler, das Ahrstadion. 1930 musste der Verein seine Spiele von der Stadtverwaltung bewilligen lassen; im August desselben Jahres erhielt der Verein eine Platzsperre wegen unerlaubter Platznutzung. Im Oktober 1945 fand das erste Spiel nach dem Zweiten Weltkrieg gegen eine französische Militärmannschaft statt, das 3:3 endete. 1946 mussten sich der ABC und der TuS Ahrweiler auf Wunsch der französischen Besatzungsmacht zusammenschließen. Zwischenzeitlich hieß der Club Rasensport-Vereinigung 98 e. V. Ahrweiler. Erst 1949 wurde der Ahrweiler BC wieder zu einem eigenständigen Verein. In diesem Jahr gelang dem Verein auch der Aufstieg in die Bezirksklasse. In der Saison 1953 gelang dem Verein der Aufstieg in die 2. Amateurliga, die damals dritthöchste Spielklasse.
1957 stieg der ABC allerdings wieder in die A-Klasse ab. 1961 schaffte der Verein den Wiederaufstieg in die Bezirksliga. Im selben Jahr gewann der Verein ein Spiel gegen die SG Gönnersdorf mit 8:1. 1969 erreichte der Ahrweiler BC die Vizemeisterschaft in der Bezirksliga West.
1967 richtete der ABC erstmals das Pfingstturnier aus. In den darauffolgenden Jahren spielte der Verein im Rahmen des Turnieres unter anderem gegen Honvéd Budapest und Werder Bremen.
Zum 50-jährigen Vereinsjubiläum konnte im Jahre 1970 ein Freundschaftsspiel gegen den damaligen deutschen Meister Borussia Mönchengladbach präsentiert werden. Bekanntester Spieler des Vereins war der mittlerweile verstorbene Adalbert Fuhrmann, der unter anderem für Borussia Mönchengladbach spielte. 1972 stieg der Ahrweiler BC in die Rheinlandliga auf. Nach mehreren Ab- und Aufstiegen spielte der Verein von 1976 bis 1978 in der Bezirksliga. 1978 konnte der Verein nochmals aufsteigen, in die neugeschaffene Verbandsliga. In der Saison 1987/88 spielte der Verein vor 1.600 Zuschauern gegen TuS Mayen, welches jedoch mit 1:0 verloren wurde. Eine Saison später erfolgte der Abstieg aus der Verbandsliga. 1990 wurde das internationale A-Jugend-Pfingstturnier letztmals ausgetragen. 2000/01 konnte der Verein den Abstieg aus der Landesliga knapp verhindern. Diese wurde 2003 abgeschafft. In der letzten Austragung der Landesliga konnte der Verein den Fall in die Kreisliga abwenden und in der Bezirksliga starten.
Zur Saison 2006/07 musste der Verein in die A-Klasse absteigen, da der Verein mit dem langjährigen Lokalrivalen SC Bad Neuenahr eine Spielgemeinschaft (SG Ahrweiler / Bad Neuenahr) einging. In den folgenden Jahren hielt man die Bezirksliga. Jedoch stieg man in den Jahren 2011/12 und 2012/13 bis in die Kreisliga B ab. 2013 wurde die Spielgemeinschaft zwischen den beiden Vereinen aufgelöst, als der SC 07 Insolvenz anmelden musste. In der Saison 2017/18 nahm die Mannschaft in der Bezirksliga Mitte am Spielbetrieb teil und konnte am Ende als Meister den Aufstieg in die Rheinlandliga feiern. In ihrer ersten Saison in der sechstklassigen Rheinlandliga konnte die Mannschaft auf Anhieb den zweiten Platz hinter Sportfreunde Eisbachtal erreichen und spielt mit den Zweitplatzierten Teams der Verbandsliga Südwest und der Saarlandliga um den Aufstieg in die Oberliga Rheinland-Pfalz/Saar. Dieser wurde jedoch mit zwei Niederlagen gegen den FV Dudenhofen (0:2) und die Sportfreunde Köllerbach (0:3) verpasst. In der Saison 2021/22 erreichte man das Viertelfinale im Rheinlandpokal, welches mit 1:4 gegen den FC Karbach verloren ging. In der gleichen Saison wurde der Verein Meister der Rheinlandliga und spielt ab der Saison 2022/23 in der fünftklassigen Fußball-Oberliga Rheinland-Pfalz/Saar Nach dem Abstieg spielt das Team wieder in der Rheinlandliga.

## Erfolge
- Meister der Rheinlandliga: 2021/2022

## Ehemalige Spieler
- Adalbert Fuhrmann (u. a. Deutscher Meister und UEFA-Cup-Sieger 1973 mit Borussia Mönchengladbach)